# 阿部将道
阿部 将道（あべ まさみち）は、日本のゲームクリエイターである。

## 概要
株式会社ナムコ VS開発部、任天堂株式会社 情報開発本部 制作部、Nintendo Software Technologyにおいて、『ナックルヘッズ』、『鉄拳』シリーズ（アーケードゲーム版『鉄拳3』まで）、『アルペンレーサー』、『テン・エイティ スノーボーディング』、『ピクミン』シリーズ、『メトロイドプライム ハンターズ』等の企画及びディレクションを担当。日野重文と共に、『ピクミン』の生みの親である。

## 制作タイトル
- ナックルヘッズ - プランナー、ディレクター（1993年、アーケードゲーム基板「NA-2」）
- 鉄拳 - コーディネーター（1994年12月、アーケードゲーム基板「SYSTEM11」）
- 鉄拳 - コーディネーター（1995年3月31日、プレイステーション）
- 鉄拳2 - コーディネーター（1995年8月、アーケードゲーム基板「SYSTEM11」）
- 鉄拳2 Ver.B - コーディネーター（1995年10月、アーケードゲーム基板「SYSTEM11」）
- アルペンレーサー（1995年11月、アーケードゲーム基板「SYSTEM22」）[1]
- 鉄拳2 - ディレクター（1996年3月29日、プレイステーション）
- アルペンサーファー（1996年、アーケードゲーム基板「SYSTEM22」）[2]
- アルペンレーサー2（1996年、アーケードゲーム基板「SYSTEM SUPER22」）[3]
- 鉄拳3 - ディレクター（1997年3月、アーケードゲーム基板「SYSTEM12」)
- 鉄拳3 - ディレクター (1998年3月26日、プレイステーション)
- テン・エイティ スノーボーディング - ディレクター（1998年2月28日、NINTENDO 64）
- ピクミン - ディレクター（2001年10月26日、ニンテンドー ゲームキューブ）
- テン・エイティ シルバーストーム - アドバイザー（2004年1月22日、ニンテンドーゲームキューブ）
- ピクミン2 - ディレクター（2004年4月29日、ニンテンドーゲームキューブ）
- メトロイドプライム ハンターズ - ゲームディレクター（2006年6月1日、ニンテンドーDS）
- マリオvs.ドンキーコング ミニミニ再行進! - ゲームデザイン（ボスAI）（2009年10月7日、ニンテンドーDSiウェア）
- スカイジャンパー ソル - ディレクター（2010年11月10日、ニンテンドーDSiウェア）
- マリオvs.ドンキーコング 突撃!ミニランド - デザインリード（ボスAI）（2010年12月2日、ニンテンドーDS）
- ルイージマンション2 - 日本語ローカライゼーション（2013年3月20日、ニンテンドー3DS）
- マリオ AND ドンキーコング ミニミニカーニバル - 日本語ローカライゼーション（2013年7月24日、ニンテンドー3DSDL）
- マリオvs.ドンキーコング みんなでミニランド - 日本語ローカライゼーション（2015年3月19日、Wii U・ニンテンドー3DS）
- ミニマリオ & フレンズ amiiboチャレンジ - 日本語ローカライゼーション（2016年1月28日、Wii UDL・ニンテンドー3DSDL）
- メトロイドプライム フェデレーションフォース - スクリプトサポート（2016年8月25日、ニンテンドー3DS）
- いっしょにチョキッと スニッパーズ - アシスタントプロデューサー（2017年3月3日、Nintendo SwitchDL）
- ストレッチャーズ - 共同クリエイティブディレクター（2019年11月8日、Nintendo Switch）
- Good Job! - 開発サポート（2020年3月26日、Nintendo Switch）
- ピクミン1 - ディレクター（2023年6月22日、Nintendo Switch）
- ピクミン2 - ディレクター（2023年6月22日、Nintendo Switch）